# Sugako Hashida
Sugako Hashida (Japans: 橋田 壽賀子, Hashida Sugako) (Keijō, 10 mei 1925 - Atami, 4 april 2021) was een Japans scenarioschrijver. Ze staat vooral bekend om het schrijven van de NHK Asadora Oshin en wordt beschouwd als de meest succesvolle scenarioschrijver van Japan. In 2020 ontving ze de Orde van Culturele Verdienste. Hashida overleed op 4 april 2021 op 95-jarige leeftijd.
- CiNii: DA01914817
- Gemeinsame Normdatei: 136683134
- International Standard Name Identifier: 0000 0000 8294 7273
- Library of Congress Control Number: n84066885
- Bibliotheek van het Japanse parlement: 00008196
- Nationale bibliotheek van Australië: 35834865
- Nederlandse Thesaurus van Auteursnamen: 073771600
- Trove: 1108708
- Virtual International Authority File: 109341014
- WorldCat: E39PBJyMgHKgqvBHDYdVvqtFrq